# Ralph Hale Mottram
Ralph Hale „R. H.“ Mottram FRSL (* 30. Oktober 1883 in Norwich; † 16. April 1971 in King’s Lynn, Norfolk) war ein britischer Schriftsteller, der mehr als 60 Bücher wie Romane, Kurzgeschichten, Gedichte, Biografien, Autobiografien, Geschichtsbücher, Reiseberichte sowie eine Studie über das Bankensystem schrieb. Am bekanntesten wurde er durch The Spanish Farm Trilogy, 1914–1918, die als Trilogie erstmals 1927 gesammelt erschien und aus den Einzelbänden The Spanish Farm (1924), Sixty-four, Ninety-four! (1925) und The Crime at Vanderlynden’s (1926) besteht, und für deren ersten Band er 1924 mit dem Hawthornden-Preis ausgezeichnet wurde. Einige seiner Werke sind unter dem Pseudonym J. Marjoram erschienen.

## Leben

### Freundschaft mit Galsworthy undThe Spanish Farm Trilogy, 1914–1918
Mottram stammte aus einer fortschrittlichen, liberalen Familie, die sich der eigenen finanziellen Stabilität verpflichtet fühlte. Sein Vater war wie sein Großvater und Urgroßvater Bürovorsteher (Chief Clerk) bei der Gurney’s Bank in Norwich. Auch er selbst übernahm die Funktion des Bürovorstehers der Gurney’s Bank bis 1927 und widmete sich dann nach seinen Bucherfolgen der Schriftstellerei.
1904 traf Mottram John Galsworthy, der ihn zum Schreiben ermutigte. Dieses Treffen und die anschließende enge Freundschaft mit Galsworthy waren die entscheidenden Faktoren für seine schriftstellerische Entwicklung. Die Tatsache, dass Galsworthy letztlich sein Mentor wurde, deutet etwas von den Ambitionen, aber auch Grenzen seines eigenen Werkes an wie sie als zentrale Figuren in The Spanish Farm Trilogy immer wieder auftreten, altern und sich mit England verändern, wie in späteren Büchern. Dadurch erschien Mottram aus literaturkritischer Sicht als „kleiner Galsworthy“.
Der Einfluss seiner Familie und seiner Heimatstadt, die in seinen Büchern liebevoll als archetypische Provinzstadt beschrieben wird, formten und änderten letztlich seine Darstellung der Veränderung in den englischen Lebensweisen nach dem Ersten Weltkrieg. Der Erste Weltkrieg erschien unmittelbar in vielen seiner Werke und auch der Schatten und Nachwirkungen dieses Krieges lag über den meisten seiner Bücher. Wie die meisten Männer seiner Generation sah er seine vor dem Krieg liegende Kindheit und Jugend als Bestandteil eines „Goldenen Zeitalters“.
The Spanish Farm (1924) und seine Folgeromane Sixty-four, Ninety-four! (1925) und The Crime at Vanderlynden (1926) waren sowohl einzeln als auch zusammen von großem Erfolg in der Literaturkritik, aber auch bei den Lesern.
The Spanish Farm, das ein Vorwort von Galsworthy enthielt, wurde 1924 mit dem Hawthornden-Preis ausgezeichnet und später unter dem Titel Roses of Picardy verfilmt. Im Mittelpunkt des Romans steht Madeleine, eine praktisch veranlagte junge Französin, die darum kämpft, den väterlichen Bauernhof trotz der immer wieder dort untergebrachten britischen Armeeeinheiten zu bewirtschaften. Während des Krieges verlor sie ihren adeligen Liebhaber und hat wegen ihrer blinden physischen und emotionalen Bedürfnissen eine kurze und für sie nahezu bedeutungslose Affäre in Paris mit einem jungen Offizier aus Norfolk. Als sie sich trennen wird deutlich, dass ihre Unfähigkeit zur Kommunikation genauso viel mit ihren nationalen Unterschieden wie mit ihren individuellen Unterschieden zu tun hat und letztlich nur der Krieg sie zusammenbrachte. Die Farm selbst, die von Spaniern vor Jahrhunderten zum Schutz von deren Besitztümern in Flandern gebaut wurde, dient den Soldaten als körperliche und geistige Erholung von den Schrecken des Krieges, und wird dadurch im Roman zu einem ausdrücklichen Symbol des menschlichen Überlebens.
Sixty-four, Ninety-Four! wiederholt vieles vom vorherigen Roman, allerdings aus Sicht von Geoffrey Skene, dem jungen, in Madeleine verliebten britischen Offizier. Skene betrachtet den Krieg als sinnlose Katastrophe, die seine Generation befallen hat. Er tritt nur in den Krieg, weil dieses seine Pflicht und Schicksal ist, und sieht dieses bis zum Ende so, als er über das organisatorische Durcheinander und die Verschwendung von Leben bestürzt ist. Für ihn ist Madeleine alles das, was im sogenannten normalen Leben wünschenswert, aber durch den Krieg erschwert ist. Gerade sein englischer Sinn für Romantik und ihre französische praktische Veranlagung wären niemals zusammengekommen, außer durch die allgemeinen Erschütterungen des Krieges.
Im dritten Band der Spanish Farm-Trilogie, The Crime at Vanderlynden’s ist Dormer, der Angestellte einer Bank in Norwich, noch mehr als Skene betrübt über Durcheinander, Unordnung, Schlamperei und allgemeines bürokratisches Chaos aufgrund des Krieges. Er erträgt die Arbeit dadurch, dass er versucht die Effizienz in dem kleinen Bereich sicherstellt, den er kontrollieren kann. Im Mittelpunkt der Handlung stehen die typischen Schlamassel: Ein eigensinniger britischer Soldat entweiht einen zuvor ignorierten Schrein der Heiligen Jungfrau auf dem Bauernhof von Madeleine Vanderlynden durch die Unterbringung von Tieren für die Nacht. Die französischen Behörden gehen auf der Grundlage ihres absichtlich aufgeblasenen, aber unabsichtlich mehrdeutigen Schadensersatzanspruchs davon aus, dass Madeleine den Schrein zuvor schon anderweitig nutzte. Skene und Dormer teilen sich eine Ansicht zum Krieg, die dem Leser glauben macht, dass diese repräsentativ für deren Schicht und nationales Erbe ist.
In der Spanish Farm-Trilogie zeigt Mottram mit einer Sympathie, die Einschränkungen seiner Charaktere nicht verbirgt, die durch den Krieg angerichtete Zerstörung an drei nichtkämpfenden Personen, die wegen ihrer Treue zu ihren Werten überleben. Der direkte, strapazierfähige Stil schien genau richtig für die Thematik.

### Spätere Werke und Autobiografie
Der Roman Our Mr. Dormer (1927), wiederum mit dem Norwicher Bankangestellten Dormer als Hauptperson, war eine fiktionalisierte Geschichte seiner eigenen Familie vom 18. Jahrhundert bis zum frühen 20. Jahrhundert. In einigen Romanen trat auch wieder Geoffrey Skene auf, der mittlerweile als Architekt einer Stadt und Genremaler arbeitete. Europa's Beast (1930) handelt von der missglückten Hochzeit eines jungen Mannes, der aufgrund seiner Kriegserlebnisse als emotionaler Heranwachsender zurückgeblieben ist, und einem jungen Mann, der aus einem Roman von Evelyn Waugh getreten zu sein scheint, allerdings die dortige Komik zurückgelassen hat.
Der nostalgische Einfluss seiner eigenen Erlebnisse prägte seine 1938 erschienenen Memoiren Autobiography with a Difference wie bereits zuvor andere nach der Spanischen Trilogie veröffentlichte Werke. Das vorherrschende Thema und wichtigste Bestandteil dieser Bücher ist gleich welchen Literaturgenres die Suche nach dem, was im englischen Charakter fortbesteht, gepaart mit dem Versuch, Natur, Umfang und Bedeutung der Veränderungen im englischen Leben in den Jahrzehnten nach dem Ersten Weltkrieg zu bestimmen.
1946 erschien mit Visit of the Princess eine humorlose Komödie, die in einem zukünftigen sozialistischen England spielt, in dem alltägliche wirtschaftliche und soziale Vorteile letztlich mit dem Fortbestand der englischen Werte verbunden sind.
In Come to the Bower (1949) passen sich Skene und seine zweite Frau Olive dem Provinzleben nach dem Zweiten Weltkrieg an, nachdem sie einen Sohn verloren und sich einer zeitweiligen Trennung unterzogen haben. Allerdings wird der Roman durch die Anwesenheit eines amerikanischen Professors getrübt, der den englischen Charakter erforscht; er bietet Skene zu viele Möglichkeiten über das zu reden, was sein (und nach Mottrams Vorstellungen auch des Lesers) liebstes Thema ist: das englische moralische Erbe.
Aufgrund seiner literarischen Verdienste wurde nicht nur Fellow der Royal Society of Literature, sondern erhielt 1966 auch einen Ehrendoktor der Literatur der University of East Anglia in Norwich.

## Weitere Schriften
Zu Mottrams zahlreichen weiteren Veröffentlichungen gehören:
- Repose and Other Verses by J. Marjoram. 1907.
- New Poems. 1909.
- Ten years ago; armistice & other memories, forming a pendant to The Spanish farm trilogy. 1928.
- The Apple Disdained : a Story. 1928.
- The Borough Monger. 1929.
- Home for the Holidays. 1932.
- The lame Dog. 1934.
- Noah. Biblical Biographies Series, 1937.
- Traders Dream: The Romance of the East India Company. 1939.
- The Corbells at War. 1943.
- Buxton the Liberator. 1946.
- John Galsworthy. 1953.

in deutscher Sprache
- Wesen und Geschichte der Finanzspekulation. Originaltitel History of financial Speculation. 1931.